# Microrregión de Jaguarão
La microrregión de Jaguarão es una de las microrregiones del estado brasileño del Rio Grande do Sul perteneciente a la mesorregión Sudeste Rio-Grandense. Su población fue estimada en 2005 por el IBGE en 58.854 habitantes y está dividida en cuatro municipios. Posee un área total de 6.331,282 km².

## Municipios
- Arroio Grande
- Herval
- Jaguarão
- Pedras Altas

- Datos: Q2454857
- Multimedia: Jaguarão / Q2454857